# 시라사와촌 (군마현)
시라사와촌(일본어: 白沢村)은 일본 군마현 북동에 위치했던 촌이다. 2005년 2월 13일 도네 촌과 함께 인접한 누마타 시에 편입되어 자치체로서의 시라사와 촌은 폐지되었다. 시라사와 촌이 있던 지역은 누마타 시 시라사와 정으로 명칭을 고쳐 지역 자치구 「시라사와 정」이 설치되었으나 2010년 3월 31일 폐지되었다.(주소 표기에 둔 '시라사와초'는 현존하고 있다.)

## 행정
시라사와 촌내에는 다음과 같은 7개의 대자가 있었다.현재는 「누마타시 시라사와쵸○○」로서 지명이 계승되고 있다.
- 다카히라 (高平) → 누마타시 시라사와쵸 타카히라
- 가미코부 (上古語父) → 누마타시 시라사와초 가미코어 아버지
- 시모코코부 (下古語父) → 누마타시 시라사와초 시모코어부
- 나마에 (生枝) → 누마타시 시라사와쵸 이쿠에
- 오아이 (尾合) → 누마타시 시라사와쵸 오아이
- 히라데 (平出) → 누마타시 시라사와쵸 히라데
- 이와무로 (岩室) → 누마타시 시라사와쵸 이와무로

## 역사
- 1889년 4월 1일 - 정촌제 시행으로 도네군 시라사와촌이 탄생하였다.
- 2005년 2월 13일 - 시라사와촌, 도네촌과 함께 누마타시에 편입해 시라사와촌은 폐지되었다.

## 교통

### 도로
- 국도 제17호선

## 참고 문헌
- 角川日本地名大辞典編纂委員会, 『角川日本地名大辞典 10 群馬県』1988, 角川書店